# Видовець-Крапинський
46°08′ пн. ш. 15°51′ сх. д. / 46.13° пн. ш. 15.85° сх. д.
Видовець-Крапинський (хорв. Vidovec Krapinski) — населений пункт у Хорватії, у Крапинсько-Загорській жупанії у складі міста Крапина.

## Населення
Населення за даними перепису 2011 року становило 215 осіб.
Динаміка чисельності населення поселення:

## Клімат
Середня річна температура становить 9,98 °C, середня максимальна – 24,06 °C, а середня мінімальна – -6,34 °C. Середня річна кількість опадів – 1028 мм.
| Клімат поселення                              | Клімат поселення | Клімат поселення | Клімат поселення | Клімат поселення | Клімат поселення | Клімат поселення | Клімат поселення | Клімат поселення | Клімат поселення | Клімат поселення | Клімат поселення | Клімат поселення | Клімат поселення |
| Показник                                      | Січ.             | Лют.             | Бер.             | Квіт.            | Трав.            | Черв.            | Лип.             | Серп.            | Вер.             | Жовт.            | Лист.            | Груд.            |                  |
| Середній максимум, °C                         | 5,60             | 7,62             | 11,79            | 16,19            | 21,01            | 24,06            | 23,58            | 23,05            | 19,08            | 13,98            | 8,35             | 4,60             |                  |
| Середня температура, °C                       | −0,4             | 1,67             | 5,82             | 10,22            | 15,04            | 18,10            | 19,68            | 19,15            | 15,19            | 10,07            | 4,43             | 0,69             |                  |
| Середній мінімум, °C                          | −6,34            | −4,3             | −0,13            | 4,26             | 9,10             | 12,13            | 15,78            | 15,23            | 11,28            | 6,18             | 0,52             | −3,21            |                  |
| Норма опадів, мм                              | 50               | 53               | 71               | 76               | 88               | 120              | 100              | 100              | 100              | 99               | 98               | 73               |                  |
| Середньомісячна швидкість вітру, м/с          | 1.70             | 1.90             | 2.29             | 2.20             | 2.10             | 1.90             | 1.80             | 1.68             | 1.61             | 1.70             | 1.80             | 1.76             |                  |
| Середньомісячна сонячна радіація, кДж/м²·день | 4087             | 6783             | 10416            | 14778            | 18815            | 20544            | 21359            | 18562            | 13830            | 8571             | 4508             | 3236             |                  |
| --------------------------------------------- | ---------------- | ---------------- | ---------------- | ---------------- | ---------------- | ---------------- | ---------------- | ---------------- | ---------------- | ---------------- | ---------------- | ---------------- | ---------------- |
| Джерело:                                      |                  |                  |                  |                  |                  |                  |                  |                  |                  |                  |                  |                  |                  |